# Dinamo Zugdidi
Dinamo Zugdidi (georgiska: ბაია) är en georgisk fotbollsklubb från staden Zugdidi. Klubben spelar i den georgiska högstadivisionen, Umaglesi Liga. Klubben spelar sina hemmamatcher på Gulia Tutberidze-stadion i Zugdidi.

## Historia
Klubben bildades 1931 som Odisji Zugdidi, som sedermera lades ned. År 2006 återupptogs verksamheten under namnet Baia Zugdidi (Sapechburto Klubi Baia Zugdidi). Klubben spelar sina hemmamatcher på Gulia Tutberidze-stadion i Zugdidi. Sedan säsongen 2008/2009 spelar klubben i den högsta ligan, Umaghlesi Liga och har som bäst slutat sexa (2010/2011). Klubben har som bäst lyckats ta sig till kvartsfinalen av den georgiska cupen.

### Damlag
Baia Zugidi har utöver herrfotbollsverksamheten även ett aktivt damlag, som är ett av de mest framgångsrika i landet. Laget deltog i kvalificeringsomgången till UEFA Women's Champions League 2010/2011, där man dock förlorade sina samtliga tre matcher. I klubben spelar bland annat Lela Tjitjinadze, som är den georgiska som gjort flest landslagsmål då hon gjort 10.

### Säsonger
| Säsong    | Liga           | Pos. | Sp. | V  | O  | F  | GM | IM | P  | Cup          | Europa | Noter       | Manager |
| --------- | -------------- | ---- | --- | -- | -- | -- | -- | -- | -- | ------------ | ------ | ----------- | ------- |
| 2008/2009 | Pirveli Liga   | 2    | 30  | 19 | 6  | 5  | 58 | 20 | 63 | 16-delsfinal |        | Uppflyttade |         |
| 2009/2010 | Umaghlesi Liga | 8    | 36  | 7  | 11 | 18 | 29 | 48 | 32 | Kvartsfinal  |        |             |         |
| 2010/2011 | Umaghlesi Liga | 6    | 36  | 13 | 5  | 18 | 36 | 51 | 44 | 16-delsfinal |        |             |         |
| 2011/2012 | Umaghlesi Liga | 7    | 28  | 5  | 7  | 16 | 25 | 49 | 22 | Kvartsfinal  |        |             |         |
| 2012/2013 | Umaghlesi Liga | 6    | 32  | 10 | 6  | 16 | 31 | 52 | 36 | 16-delsfinal |        |             |         |